# Vandlopper
Vandlopper (Copepoda) er en gruppe af krebsdyr, der forekommer i både ferskvand og saltvand. Nogle arter lever frit i vandet som plankton, andre lever på havbunden og nogle lever fugtige steder på landjorden, f.eks. under visne blade i skovbunden eller mellem fugtigt mos. Nogle arter lever som snyltere, fortrinsvis på fisk, men er fundet på næsten alle slags dyr i havet og i ferskvand. Der findes omkring 13.000 arter af vandlopper, hvoraf 2.800 lever i ferskvand. De deles i 10 ordener.
Vandlopper er et meget vigtigt led i fødekæden i havet, hvor de optræder i meget store mængder på grund af deres hurtige vækst og mange årlige generationer. De er meget effektive til at filtrere mikroskopiske planktonalger og er det vigtigste fødeemne for fiskeynglen. Også visse arter af voksne fisk og hvaler, f.eks. sild, makrel og sejhvalen, lever især af vandlopper.

## Størrelse
Kropslængden er normalt mellem 0,2 og 2 millimeter. Den mindste art, Sphaeronellopsis monothrix, er 0,11 mm lang og lever i muslingekrebs (Ostracoda). Den største art, Pennella balaenoptera kan blive 32 centimeter lang og lever som snylter i bardehvaler, hvor den sætter sig fast i muskulaturen under spæklaget.

## CO2-forsuring af havene kan blive en trussel
Vandlopper kan muligvis i fremtiden indirekte blive truet af store mængder CO2, som opsuges i verdenshavene og dermed forsurer vandet og gør det mindre basisk, viser forskning fra Utah State University i 2017. En forsker udtaler, at "hvis der sker noget med vandlopper, påvirkes alt det, der er afhængig af dem, og det er stort set alt". Vandlopper er bl.a. byttedyr for de større fiskearter. Når havene bliver mere sure, får nogle af vandloppernes største fjender bedre levevilkår. Dette gælder ifølge forskerne for nogle gopler kaldet havhvepse, der i et eksperiment fik bestanden af vandlopper fra Australien til at mindskes med 83% i en vandtank, hvor vandet var blevet kunstigt forsuret til det niveau der forventes for år 2100 samtidig med at man havde tilsat havhvepse. Hvis dette også er tilfældet for vandlopper i arktiske områder, hvor de er særligt udbredt, vil det blive "virkeligt alvorligt".